# Кале (Десово)
Калето е антична и средновековна крепост над прилепското село Десово, Северна Македония.

## Местоположение
Калето се намира на 4 km северно от Десово и на 2,5 km североизточно от Браилово. Това е скалист хълм, висок 270 m, над северния край на полето, под връх Леска. Има много стръмни склонове и е достъпен само през тясно седло от северозапад. Недалеч на североизток, на главния хребет на планинската верига Биса – Мукос, се намира проходът Дервен (Клетовник), през който минава старият път от Прилеп към долината Бабуна и нататък към Велес и Скопие (древният път Керамия – Скупи). От Калето се открива невероятна гледка на много километри наоколо, към прохода на североизток и към Полето на юг.

## История

### Античност
През късната античност около върха е изградена стена с хоросан, запазена на височина до 3 m. Стената се опира на скалните издатини и затваря пространство с размери 180 × 90 m или 1,5 ha. На южната стена са запазени две кули, а на северозападния ъгъл стои остатъкът от по-стара стена, което показва реконструкция на крепостта от края на IV – VI век. Открити са керамика, дребни предмети от бронз и желязо, върхове на стрели, монети от края на IV и VI век.

### Средновековие
В западната част на крепостта има вътрешен град, акропол, построен по-късно. Той има необичайна форма на кръгъл венец с размери 60 × 50 m и е изграден от подръчен материал без хоросан. В източната част вътрешната крепост минава през няколко късноантични сгради с различна ориентация. От средновековието са открити парчета от славянски црепни, върхове на стрели от номадско-степен тип с 3 ребра и от бронебоен тип, тока за колан със средновековна форма и други. Открити са и византийски монети. Находките се съхраняват в Прилепския музей.
Обновената стражева крепост на връх Леска е контролирала северния край на Пелагония и пътя от Прилеп за Велес и Скопие, който минава през прохода Клетовник. Крепостта вероятно е била използвана само от време на време, по време на войните в този период.